# Fraser Valley
Fraser Valley – dystrykt regionalny w kanadyjskiej prowincji Kolumbia Brytyjska. Siedziba władz znajduje się w Chilliwack.
Fraser Valley ma 277 593 mieszkańców. Język angielski jest językiem ojczystym dla 77,5%, pendżabski dla 10,2%, niemiecki dla 3,5%, holenderski dla 1,4%, francuski dla 1,1% mieszkańców (2011).